# الرصد العصبي الفسيولوجي أثناء الجراحة
الرصد العصبي الفسيولوجي أثناء الجراحة أو المراقبة العصبية أثناء العملية هو استخدام الأساليب الكهربية مثل تخطيط كهربية الدماغ، والتصوير الكهربائي، وإثارة الإمكانات لمراقبة السلامة الوظيفية لبعض الهياكل العصبية (على سبيل المثال، الأعصاب والحبل الشوكي وأجزاء من الدماغ) أثناء الجراحة. الغرض من الرصد العصبي الفسيولوجي أثناء الجراحة هو تقليل المخاطر التي يتعرض لها المريض من الضررعلاجي المنشأ للجهاز العصبي، و / أو لتوفيرالتوجيه الوظيفي للجراح وطبيب التخدير.

## أساليب

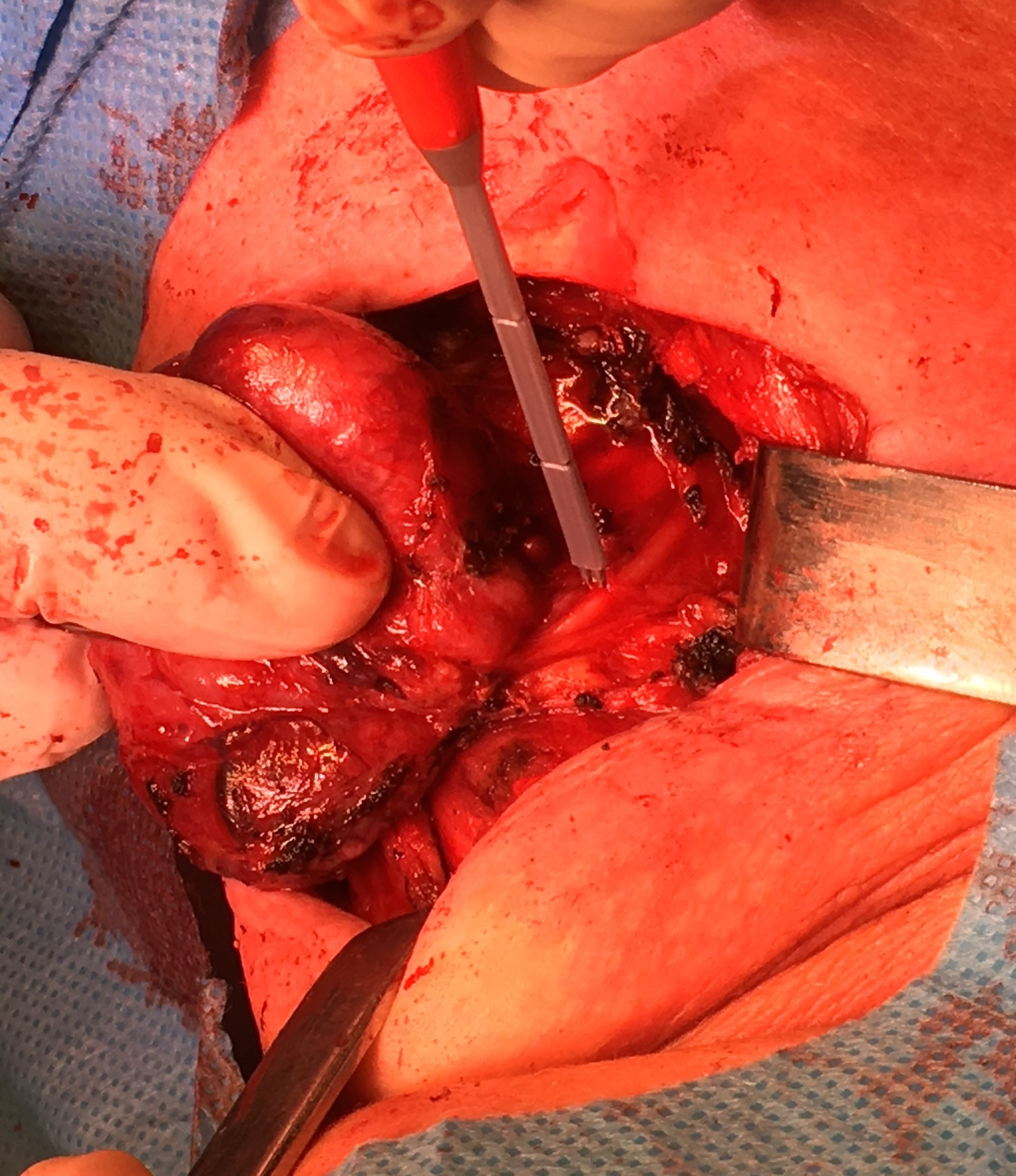
مراقبة الأعصاب أثناء جراحة الغدة الدرقية: يتم استخدام مسبار للبحث عن العصب الحنجري الراجع

تستخدم المراقبة العصبية العديد من الأساليب الفيزيولوجية الكهربية، مثل الوحدة المفردة خارج الخلية والتسجيلات الميدانية المحلية، الجهود المستحثة الحسية الجسدية، إمكانات المحرك الكهربائي عبر الجمجمة، تخطيط كهربية الدماغ، التصوير الكهربائي، واستجابة جذع الدماغ السمعي. لعملية جراحية معينة، تعتمد مجموعة الطرائق المستخدمة جزئيا على الهياكل العصبية المعرضة للخطر. كما أصبح التصويرالدوبلري عبر الجمجمة يستخدم على نطاق أوسع للكشف عن صمات الأوعية الدموية. يمكن استخدام التصوير الدوبلري جنبا إلى جنب مع تخطيط كهربية الدماغ أثناء جراحة الأوعية الدموية. وقد أدت تقنيات المراقبة الفيزيولوجية العصبية أثناء العملية إلى خفض معدلات الاعتلال والوفيات بشكل كبير دون إدخال مخاطر إضافية. ومن خلال القيام بذلك، تقلل تقنيات المراقبة الفيزيولوجية العصبية أثناء العملية من تكاليف الرعاية الصحية. [الاستشهاد المطلوب]
لتحقيق هذه الأهداف، يحصل أحد أعضاء الفريق الجراحي الحاصل على تدريب خاص في الفسيولوجيا العصبية على الإشارات الفيزيولوجية الكهربية المنبعثة والعفوية من المريض بشكل دوري أو مستمر طوال فترة العملية ويشترك في تفسيرها. المرضى الذين يستفيدون من المراقبة العصبية هم أولئك الذين يخضعون لعمليات تنطوي على الجهاز العصبي أو التي تشكل خطرا على سلامته التشريحية أو الفسيولوجية. بشكل عام، يقوم اختصاصي فيزيولوجيا الأعصاب المدرب بتوصيل نظام كمبيوتر بالمريض باستخدام أقطاب كهربائية محفزة وتسجيلية. ينفذ البرنامج التفاعلي الذي يعمل على النظام مهمتين :
1. التنشيط الانتقائي للأقطاب الكهربائية المحفزة بالتوقيت المناسب.
2. معالجة وعرض الإشارات الكهربية أثناء التقاطها بواسطة أقطاب التسجيل.
وبالتالي يمكن للفيزيولوجيا العصبية مراقبة وتوثيق الإشارات الكهربية في الوقت الحقيقي في منطقة العمليات أثناء الجراحة. تتغير الإشارات وفقا لعوامل مختلفة، بما في ذلك التخدير ودرجة حرارة الأنسجة والمرحلة الجراحية وإجهاد الأنسجة. هناك عوامل مختلفة تمارس تأثيرها على الإشارات مع مختلف الدورات الزمنية المعتمدة على الأنسجة. إن التفريق بين تغييرات الإشارة على طول هذه الخطوط - مع إيلاء اهتمام خاص للضغوط - هو المهمة المشتركة للثالوث الجراحي: الجراح، طبيب التخدير, والفيزيولوجيا العصبية.

## العمليات الجراحية
يستفيد المرضى من المراقبة العصبية خلال بعض العمليات الجراحية، أي أي عملية جراحية حيث يكون هناك خطر على الجهاز العصبي. يستخدم جراحو العمود الفقري معظم عمليات المراقبة العصبية، ولكن جراحي الأعصاب والأوعية الدموية والعظام وطب الأنف والأذن والحنجرة، وجراحي المسالك البولية استخدموا جميعًا المراقبة العصبية أيضًا.

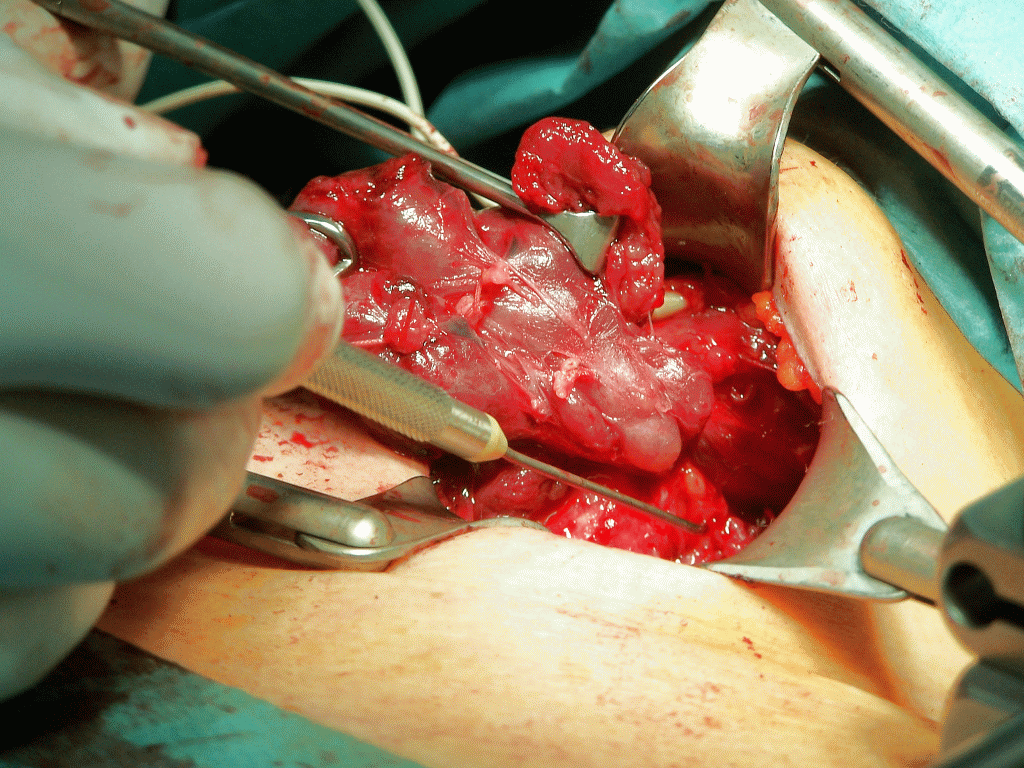
مراقبة الأعصاب أثناء استئصال تضخم الغدة الدرقية: يتم البحث عن العصب الحنجري الراجع باستخدام المسبار (أسفل اليمين).

التطبيقات الأكثر شيوعا هي في جراحة العمود الفقري، جراحات الدماغ المختارة، استئصال الرحم السباتي، إجراءات الأنف والأذن والحنجرة مثل استئصال ورم العصب السمعي (ورم شفاني دهليزي)، واستئصال الغدة النكافية، وجراحة الأعصاب. وقد استخدمت أيضا الإمكانات المحركة في عملية جراحية لتمدد الأوعية الدموية الأبهري الصدري. تستخدم المراقبة أثناء العملية الجراحية من أجل:
• لترجمة الهياكل العصبية، على سبيل المثال لتحديد موقع الأعصاب القحفية أثناء جراحة قاعدة الجمجمة.
• لاختبار وظيفة هذه الهياكل.
• للكشف المبكر عن الإصابة العصبية أثناء العملية الجراحية، مما يسمح باتخاذ تدابير تصحيحية فورية.
على سبيل المثال، أثناء أي عملية جراحية في العمود الفقري الصدري أو العنقي، هناك بعض المخاطر على الحبل الشوكي. منذ سبعينيات القرن الماضي، تم استخدام الجهود المستحثة الحسية الجسدية لرصد وظيفة الحبل الشوكي عن طريق تحفيز الأعصاب البعيدة لعملية جراحية، وتسجيل من قشرة الدماغ أو مواقع أخرى منقولة لعملية جراحية. يتم الحصول على خط أساس، وإذا لم تكن هناك تغييرات كبيرة، فإن الافتراض هو أن الحبل الشوكي لم يصاب. وإذا حدث تغيير كبير، يمكن اتخاذ تدابير تصحيحية؛ على سبيل المثال، يمكن إزالة الأجهزة. وفي الآونة الأخيرة، استخدمت إمكانات المحرك الكهربائي عبر الجمجمة لرصد حركة الحبل الشوكي. هذا هو عكس الجهود المستحثة الحسية الجسدية؛ يتم تحفيز القشرة الحركية عبر الجمجمة، والتسجيلات المصنوعة من العضلات في الأطراف، أو من الحبل الشوكي إلى الجراحة. وهذا يسمح للرصد المباشر للمسالك الحركية في الحبل الشوكي. يستخدم تخطيط كهربية الدماغ لرصد الوظائف الدماغية في حالات الأوعية الدموية العصبية (تمدد الأوعية الدموية الدماغية، استئصال الرحم السباتي)ولتحديد هوامش الورم في جراحة الصرع وبعض الأورام الدماغية.
تُظهرتدابير تخطيط كهربية الدماغ المتخذة أثناء التخدير تغيرات نمطية مع زيادة عمق التخدير. تشمل هذه التغييرات أنماطاً معقدة من موجات مع تباطؤ التردد مصحوباً بزيادات في السعة والتي عادةً ما تبلغ ذروتها عندما يحدث فقدان الوعي (فقدان الاستجابات للأوامر اللفظية، فقدان حق رد الفعل). مع زيادة عمق التخدير من المستويات الجراحية الخفيفة إلى التخدير العميق، يُظهر مخطط كهربية الدماغ أشكالًا موجية متقطعة إيقاعية، ونشاط قمع انفجار عالي السعة، وأخيراً، نشاط كهربائي متساوي السعة منخفض للغاية أو نشاط «خط مسطح». تم استخدام المناهج لتحديد هذه التغييرات في الأنماط ويمكن أن توفر مؤشراً على فقدان الاسترجاع وفقدان الوعي وعمق التخدير. وقد تم تطوير الشاشات باستخدام خوارزميات مختلفة لتحليل الإشارات وهي متاحة تجارياً، ولكن لم يتم إثبات دقة أي منها حتى الآن بنسبة 100٪. هذه مشكلة صعبة ومجال نشط للبحوث الطبية.
يستخدم مخطط كهربية العضل لمرافقة العصب القحفي في حالات قاعدة الجمجمة ولرصد جذر العصب واختباره في جراحة العمود الفقري. يستخدم استجابة جذع الدماغ السمعي (المعروف أيضا باسم مضخة تصدير ملح الصفراء واستجابات جذع الدماغ السمعية وإمكانات جذع الدماغ السمعي المستحثة وما إلى ذلك) لمراقبة العصب الصوتي أثناء استئصال الورم العصبي الصوتي وورم الدماغ.

## الترخيص والشهادة والاعتماد والأدلة
في الولايات المتحدة، لم يتم تشريع ترخيص الرصد العصبي الفسيولوجي أثناء الجراحة على مستوى الولاية أو المستوى الفيدرالي. تمت مناقشة قضايا الترخيص في الكتاب الأبيض الصادرعن جمعية مهنيي علوم وتكنولوجيا الهندسة والمكون من 68 صفحة بشأن التنظيم المهني. في جميع أنحاء العالم، هناك على الأقل اثنين من الشهادات الخاصة المتاحة: شهادة الرصد العصبي الفسيولوجي أثناء الجراحة (معتمد في الرصد العصبي الفسيولوجي أثناء الجراحة) وشهادة المجلس الأمريكي لرصد الفسيولوجيا العصبية (دبلوماسي من المجلس الأمريكي للرصد العصبي الفسيولوجي). وعلى الرغم من أن بعض مرافق الرعاية الصحية غير خاضعة للتنظيم الحكومي، فإن لديها لوائح داخلية تتعلق بشهادات الرصد العصبي (انظر أدناه). وشهادة الرصد العصبي الفسيولوجي أثناء الجراحة هي اعتماد معروف على نطاق أوسع في جميع أنحاء الولايات المتحدة. يتم منح شهادة الرصد العصبي الفسيولوجي أثناء الجراحة من قبل المجلس الأمريكي لتخطيط كهربية الدماغ وتقنيي الإمكانات المستثارة. اعتبارا من عام 2010، تشمل المتطلبات الدنيا 1) بكالوريوس في الآداب ،بكالوريوس جراحة ،بكالوريوس علوم، [المسار2]. 2) R.EP. T أو تقني كهربائي مسجل، الاعتماد [المسار1]. 3) ما لا يقل عن 150 عملية جراحية. المسار 1 هو امتحان من 200 سؤال يكلف 600 دولار. المسار 2 هو امتحان من 250 سؤالا. يتم تقديم امتحان متعدد الخيارات على الكمبيوتر لمدة 4 ساعات مرتين في السنة. حاليا، هناك ما يزيد قليلا على 3500 طبيب معتمد من مجلس الإدارة.
قد يحصل أخصائيو السمع على شهادة المجلس في المراقبة العصبية الفسيولوجية أثناء الجراحة عبر مجلس السمعيات الأمريكي للمراقبة أثناء الجراحة. الامتحان لديه 200 أسئلة متعددة الخيارات تغطي 6 مجالات: التخدير، علم الأعصاب، الأجهزة الكهربائية الفسيولوجية، فسيولوجيا الإنسان / التشريح، التطبيقات الجراحية.
هناك العديد من المنظمات التي تشهد على الأمراض المتعددة في هذا المجال بما في ذلك الجمعية الأمريكية للفيزيولوجيا العصبية السريرية (www.acns.org) والمجلس الأمريكي للطب التشخيص الكهربائي. ويجري حاليا مناقشة نموذج الممارسة المثلى (2013) وكذلك المؤهلات ذات الصلة بالإشراف.
خارج الولايات المتحدة هناك العديد من الأساليب المختلفة لمعهد الطب.
ويتزايد الدعم القائم على الأدلة لمعهد الطب. هناك جدل حول ما إذا كان معهد الطب يتطلب دراسات مضبوطة مثل التجارب العشوائية، أو ما إذا كان إجماع الخبراء كافيا.